# ジロキサニド
ジロキサニド(Diloxanide)はアメーバ赤痢の治療に用いられる医薬品である。一般的にアメーバ赤痢は稀な感染症であり、症状がない場合の二次治療にはパロモマイシンが用いられる。症候性のあるヒトに対しては、メトロニダゾールまたはチニダゾールによる治療の後に使用される。投与法は経口である。
ジロキサニドは一般的に軽度の副作用がある。副作用には 鼓腸、嘔吐、痒みなどがある。妊娠中でも妊娠#妊娠初期以後であれば服用が勧められる。殺管腔アメーバ薬（en:Amebicide#Luminal amebicides）であるため、消化管内の感染のみに作用する。
ジロキサニドが医薬品として使われるようになったのは1956年からである。世界保健機関の必須医薬品リストに掲載されており、最も効果的で安全な医療制度に必要とされる医薬品である。2012年時点のほとんどの先進国では市販されていない。